# Гел Спаркс
Гел Спаркс (англ. Hal Sparks; нар. 25 вересня 1969, Цинциннаті) — американський актор, комік, продюсер.

## Біографія
Гел Спаркс почав свою професійну кар'єру в Чикаго у складі знаменитої City Troupe. У віці 17 років його вже назвали «Найбільш Смішним Підлітком в Чикаго» в журналі Chicago Sun Times.
Після успішного співробітництва з Second City Спаркс переїхав до Лос-Анджелес і моментально почав виступати в незліченних комедійних клубах, які включають такі, як The Improv, The Comedy Store, The Laugh Factory, The Ice House, як втім і на Американському Комедійному Фестивалі Comic Relief.
З 1999 по 2000 роки Спаркс вів передачу Emmy ® Award-winning «Talk Soup» на розважальному телевізійному каналі E! Entertainment Television. Недвано Спракс завершив знімання у фільмі «Bleacher Bums». Крім того, Спаркс грав у всіма відомій комедії «Де моя тачка, чувак?» і також зіграв невелику роль у фільмі «Chopper Chicks in Zombie Town» разом з Біллі Бобом Торнтоном. До числа його незліченних появ на телебаченні входять такі шоу, як «The Tonight Show» «Politically Incorrect» "MTV, " «The View», «Hollywood Squares» і «Martial Law».
Також Спаркс успішно пише, режисує і знімається у своїх власних комедійних шоу, під назвою «Here Comes the Neighborhood», продюсує комедійні сегменти для каналу Дісней. А в театрі бере участь у постановках таких творів, як «Equus», «The Elephant Man» і «Brighton Beach Memoirs».

## Цікавинки
- Гел Спаркс виріс у місті Пікс Мілл, штат Кентуккі.
- Переїхав в Чикаго, коли йому було 14.
- Виграв конкурс «Найсмішніший підліток Чикаго» у 1987 році.
- Через 16 днів після закінчення школи Гел зібрав валізи і переїхав до Лос-Анджелес, де проживає досі (Північний Голлівуд).
- Актор не п'є і ніколи не пив алкогольних напоїв.
- Найвідоміші ролі Гела Спаркса: фільм «Де моя тачка, чувак?», Де він зіграв Золтана; серіал «Близькі друзі» (роль Майкла Новотни); «Людина-павук 2», де він виконав мікророль людини в ліфті, вимовивши фразу «Классненьке Павукове вбрання».
- У Гела кілька чорних поясів у різних бойових мистецтвах, зараз він займається кунг-фу.
- Може говорити на мандаринському Китайському.
- У актора є сестра.
- Знявся в ролі себе у кліпі Fall Out Boy «Beat It».
- Любить подорожувати, побував у Китаї, Японії, Франції, Англії, Мексиці, Монако, Таїланді та Канаді.
- Інтереси: бойові мистецтва, Китайська культура і мова, метафізика і квантова механіка, музика, футуризм, чай, колекціонує мечі і гітари, сноуборд, бокс, подорожі — особливо в місця, які рекомендують уникати.
- Носить багато прикрас (браслети, сережки, ошийники), татуювання («хоча у мене немає жодної»), щедрість, альтернативна медицина, несвідоме та його вплив на дійсність … і «повітряні кульки, вони просто чудові!».
- Улюблена музика Гела Спаркса: Kiss, Tool, White Zombie, Nickelback, Faith No More, Tori Amos, Metallica, Alice In Chains, ZERO 1, Genesis, Megadeth та багато інших.
- Під час знімання «Близьких друзів» Гел багато часу проводив з Гаррісом Алланом (Гантером), тому що обидва серйозно займаються музикою. Вони часто ходили на рок-концерти разом, і Гел говорить, що «це було весело, як якщо б у мене був молодший брат».
- Гел Спаркс про себе на сторінці на MySpace: «Актор. Комік. Музикант. Друг. Коханець. Брюнет … Та це дійсно я! Та у мене дійсно є своя сторінка! Та я веду власний блог, відповідаю на свою власну пошту і я єдиний, хто все це бачить і читає! Так! Та вже! Ось так! Я той хлопець …. з того серіалу … з цими … Так! Все вірно! Приємно з вами познайомитися! Не забудьте додати мою музичну групу в ваш список друзів! Ми можемо використовувати всіх друзів яких тільки можемо знайти …»
- Музична група Гела Спаркса називається Zero 1. До складу групи входять Хел Спаркс (гітара), Роберт Хол (бас) і Майлс Лоретта (ударні). Спочатку гурт мав назву «The Hal Sparks Band Experience II: Electric Boogaloo». Дебютний однойменний альбом Zero1 вийшов у грудні 2006 року.

## Фільмографія
| Рік         | Фільм                         | Оригінальна назва                 | Роль                  |
| ----------- | ----------------------------- | --------------------------------- | --------------------- |
| 1987        | Жаба                          | Frog                              | Джим                  |
| 1989        | Курочки-байкери в місті зомбі | Chopper Chicks in Zombietown      | Ланс                  |
| 1995        | Знаки і Чудеса                | Signs and Wonders                 | Rocker 2              |
| 1999        | Щаслива пропажа               | Lost & Found                      | DJ                    |
| 2000        | Де моя тачка, чувак?          | Dude, Where's My Car?             | Золтан — лідер культу |
| 2000 — 2005 | Близькі друзі                 | Queer As Folk                     | Майкл Новотни         |
| 2002        | Людина-павук 2                | Spider-Man 2                      | пасажир ліфту         |
| 2003        | Дікі Робертс: Зоряна дитина   | Dickie Roberts: Former Child Star | Видавець              |
| 2004        | Світлячок                     | Lightning Bug                     | Deputy Dale           |
| 2009        | Витяг                         | Extract                           | продавець гітар # 1   |